# Oswaldo Vera
Pour les articles homonymes, voir Vera.
Oswaldo Vera est un homme politique vénézuélien. 

## Carrière Politique
Député de 2006 à 2011 pour l'État de La Guaira, il a été ministre du Processus social du travail et de la Sécurité Sociale de janvier 2016 à janvier 2017, après avoir présidé la commission permanente du développement social intégral de l'Assemblée nationale du Venezuela (Comisión Permanente de Desarrollo Social Integral de la Asamblea Nacional de Venezuela).